# La Vacquerie-et-Saint-Martin-de-Castries
La Vacquerie-et-Saint-Martin-de-Castries is een gemeente in het Franse departement Hérault (regio Occitanie) en telt 119 inwoners (1999). De plaats maakt deel uit van het arrondissement Lodève.

## Geografie
De oppervlakte van La Vacquerie-et-Saint-Martin-de-Castries bedraagt 51,5 km², de bevolkingsdichtheid is 2,3 inwoners per km².
De onderstaande kaart toont de ligging van La Vacquerie-et-Saint-Martin-de-Castries met de belangrijkste infrastructuur en aangrenzende gemeenten.

## Demografie
Onderstaande figuur toont het verloop van het inwonertal (bron: INSEE-tellingen).